# بازنمایی ذهنی
بازنمایی ذهنی (یا بازنمایی شناختی)، در فلسفه ذهن، روانشناسی شناختی، علوم اعصاب و علوم شناختی، یک نماد شناختی درونی فرضی است که واقعیت خارجی را نشان می‌دهد، یا در غیر این صورت یک روند ذهنی است که از چنین نمادی استفاده می‌کند: «یک سیستم رسمی برای ساخت اشخاص یا انواع مشخص صریح، همراه با مشخصات نحوه انجام این کار توسط سیستم».
بازنمایی ذهنی تصویر ذهنی از چیزهایی است که در واقع برای حواس نیستند. در فلسفه معاصر، به ویژه در زمینه‌های متافیزیک مانند فلسفه ذهن و هستی‌شناسی، بازنمایی ذهنی یکی از روش‌های غالب در توضیح و توصیف ماهیت ایده‌ها و مفاهیم است.
نمایش‌های ذهنی (یا تصاویر ذهنی) امکان نمایش چیزهایی را که هرگز تجربه نشده‌اند و همچنین چیزهایی که وجود ندارند را امکان‌پذیر می‌کند. به خودتان فکر کنید که به مکانی که قبلاً هرگز از آن بازدید نکرده‌اید سفر کرده یا اینکه دارای بازوی سومی هستید. این چیزها یا هرگز اتفاق نیفتاده اند یا غیرممکن هستند و وجود ندارند، با این حال تصویرسازی ذهنی مان به ما امکان تصور آنها را می‌دهد. اگرچه احتمالاً تصاویر دیداری به خاطر می‌آیند، اما ممکن است تصاویر ذهنی شامل بازنمایی در هر یک از روشهای حسی مانند شنوایی، بویایی یا چشایی باشد. استفان کوسلین پیشنهاد می‌کند که از تصاویر برای کمک به حل انواع خاصی از مشکلات استفاده شود. ما می‌توانیم اشیای مورد نظر را تجسم کنیم و تصاویر را به صورت ذهنی برای حل آن نشان دهیم.
بازنمایی‌های ذهنی همچنین به افراد اجازه می‌دهد تا چیزهایی را درست در مقابل خود تجربه کنند - اگرچه روند چگونگی تفسیر مغز دربارهٔ محتوای بازنمایی مورد بحث است.

## نظریه‌های بازنمایی ذهن
نماینده گرایی (که به عنوان رئالیسم مستقیم نیز شناخته می‌شود) براساس این دیدگاه بازنمایی‌ها اصلی‌ترین راه دسترسی ما به واقعیت خارجی هستند.
نظریه بازنمایی ذهن سعی در تبیین ماهیت ایده‌ها، مفاهیم و سایر محتوای ذهنی در فلسفه ذهن معاصر، علوم شناختی و روانشناسی تجربی دارد. برخلاف نظریه‌های رئالیسم ساده لوحانه یا مستقیم، نظریه بازنمایی ذهن وجود واقعی بازنمایی‌های ذهنی را که به عنوان واسطه ای بین موضوع مشاهده کننده و اشیا، فرایندها یا سایر موجودات مشاهده شده در دنیای خارجی عمل می‌کنند، فرض می‌کند. این واسطه‌ها اشیای آن جهان را تشکیل می‌دهند یا در ذهن آنها را نمایندگی می‌کنند.
به عنوان مثال، وقتی کسی به این باور رسید که خانه او به جارو کشیدن نیاز دارد، تئوری بازنمایی ذهن بیان می‌کند که او تصویر ذهنی ای را تشکیل می‌دهد که نشان دهنده کف و وضعیت تمیزی آن است.
نظریه بازنمایی اصلی یا "کلاسیک" را احتمالاً می‌توان در توماس هابز جستجو کرد و به‌طور کلی یک موضوع غالب در تجربه گرایی کلاسیک بوده‌است. مطابق این نسخه از نظریه، بازنمودهای ذهنی تصویری از اشیا یا حالات امور ارائه شده (اغلب "ایده" نامیده می‌شوند) می‌باشد. برای طرفداران مدرن، مانند جری فودور، استیون پینکر و بسیاری دیگر، سیستم بازنمایی بیشتر از یک زبان فکری داخلی (به عنوان مثال، ذهنیت) تشکیل شده‌است. محتویات افکار در ساختارهای نمادین (فرمولهای ذهنی) نشان داده می‌شوند که به‌طور مشابه با زبانهای طبیعی اما در سطح انتزاعی تر، دارای یک نحو و معناشناسی بسیار شبیه زبانهای طبیعی است. از نظر علم منطق و دانشمند پرتغالی لوئیس ام. آگوستو، در این سطح انتزاعی و رسمی نحو، تفکر مجموعه ای از قوانین نماد است. (یعنی عملیات، فرایندها و غیره در ساختار نمادها) و معناشناسی تفکر مجموعه ساختارهای نماد (مفاهیم و گزاره‌ها) می‌باشد. محتوا (یعنی فکر) از هم معنایی معنادار هر دو مجموعه نماد پدید می‌آید. به عنوان مثال، "۸ ۹ ۹" یک اتفاق معنادار است، در حالی که "CAT x §" چنین نیست. "x" یک قانون نماد است که توسط ساختارهای نمادی مانند "۸" و "۹" فراخوانده می‌شود، اما توسط "CAT" و "s" درخواست نمی‌شود.
فیلسوف کانادایی. پل. تاگارد در اثر خود "مقدمه ای بر علوم شناختی"بیان می‌کند که "اکثر دانشمندان علوم شناختی اتفاق نظر دارند که دانش در ذهن انسان متشکل از بازنمایی‌های ذهنی است." و "علم شناختی هم ادعا می‌کند: که افراد رویه‌های ذهنی دارند که از نمایش‌های ذهنی برای اجرای تفکر و عمل استفاده می‌کنند." ذهن مقدمه ای بر علوم شناختی.

## نظرات فلاسفه
بحث گسترده‌ای در مورد انواع تصویر ذهنی وجود دارد. تعدادی از فیلسوفان به جنبه‌های مختلف بحث پرداخته‌اند. از جمله آن فلاسفه می‌توان به الکس مورگان، گوالتیرو پیچینینی و اوریا کریگل اشاره کرد.

### الکس مورگان
نمایندگی‌های «شرح شغل» وجود دارد. این بازنمایی‌هایی است که (۱) چیزی را نشان می‌دهد که دارای قصدمندی است، (۲) رابطه خاصی دارند که شی نمایش داده شده نیازی به وجود ندارد، و (۳) محتوا در آنچه نمایان می‌شود نقش علّی دارد: به عنوان مثال «سلام» به یک دوست، درخشش خیره کننده به دشمن.
نمایش‌های ساختاری نیز مهم هستند. این نوع بازنمایی‌ها اساساً نقشه‌های ذهنی هستند که در ذهن خود داریم و دقیقاً با اشیای موجود در جهان مطابقت دارند (محتوای قصد). به گفته مورگان، نمایش‌های ساختاری همان نمایش‌های ذهنی نیستند - هیچ چیز ذهنی در مورد آنها وجود ندارد: گیاهان می‌توانند نمایش‌های ساختاری داشته باشند.
نمایندگی‌های داخلی نیز وجود دارد. این نوع نمایش‌ها شامل مواردی هستند که تصمیمات آینده، خاطرات چند قسمتی یا هر نوع فرافکنی به آینده را شامل می‌شوند.

### گوالتیرو پیچینینی
در گوالتیرو پیچینینی، وی در مورد موضوعات مربوط به بازنمایی ذهنی طبیعی و غیرطبیعی بحث می‌کند. او به تعریف طبیعی بازنمودهای ذهنی ارائه شده توسط گریس (۱۹۵۷) متکی است که در آن P مستلزم آن است. به عنوان مثال این لکه‌ها به معنی سرخک است، به این معنی است که بیمار مبتلا به سرخک است. سپس بازنمودهای غیرطبیعی وجود دارد: P شامل P نمی‌شود. به عنوان مثال ۳ حلقه زنگ اتوبوس به معنای پر بودن اتوبوس است - حلقه‌های زنگ مستقل از پر بودن اتوبوس است - ما می‌توانستیم چیز دیگری (به‌طور دلخواه) تعیین کنیم که نشان می‌دهد اتوبوس پر است.

### اوریا کریگل
بازنمایی ذهنی عینی و ذهنی نیز وجود دارد. بازنمایی‌های عینی نزدیکترین نظریه به ردیابی نظریه‌ها هستند - جایی که مغز به سادگی آنچه در محیط است را ردیابی می‌کند. اگر در خارج از پنجره من یک پرنده آبی وجود داشته باشد، تصویر ذهنی هم یک پرنده آبی خواهدبود. بازنمایی‌های ذهنی می‌توانند از فردی به فرد دیگر متفاوت باشند. به عنوان مثال، اگر من کور رنگ باشم، آن پرنده آبی رنگ در خارج از پنجره من آبی به نظر نمی رسد ، زیرا من نمی‌توانم آبی بودن رنگ آبی را نشان دهم. (به عنوان مثال من نمی‌توانم رنگ آبی را ببینم). رابطه بین این دو نوع نمایندگی می‌تواند متفاوت باشد.
1. هدف متفاوت است، اما ذهنی متفاوت نیست: به عنوان مثال مغز در یک گاو
2. ذهنی متفاوت است، اما هدف اینگونه نیست: به عنوان مثال دنیای معکوس رنگ
3. تمام نمایش‌ها به صورت عینی یافت می‌شوند و هیچ‌کدام در ذهنی: به عنوان مثال دماسنج
4. تمام بازنمایی‌ها در ذهنی یافت می‌شوند و هیچ‌کدام در هدف وجود ندارند: به عنوان مثال یک عامل که یک خلأ را تجربه می‌کند.

فکر می‌کنند که نمایش‌های ذهنی وجود ندارد. تقلیل گران فکر می‌کنند بازنمودهای ذهنی قابل کاهش به هدف هستند. غیر تقلیل گرایان تصور می‌کنند که بازنمودهای ذهنی واقعی و مجزا هستند.